# Coplan, agent secret FX 18
Série
Action immédiate
(1957) Coplan prend des risques
(1964)
Pour plus de détails, voir Fiche technique et Distribution.

Coplan, agent secret FX 18 est un film d'espionnage français réalisé par Maurice Cloche et sorti en 1964.

## Synopsis
Coplan, à la poursuite d'un ancien agent secret responsable de la mort d'un espion à Rome, se retrouve en route pour les Baléares sur un yacht, où il découvre un appareil ultra-secret qui émet des messages vers un satellite étranger ; il se dénonce pour éviter un bain de sang, ayant vu sa partenaire torturée mortellement devant ses yeux.

## Fiche technique
- Titre : Coplan, agent secret FX 18
- Réalisation : Maurice Cloche
- Scénario : Joaquín Bollo, Odette Cloche et Christian Plume
- Musique : Eddie Barclay et Michel Colombier
- Coordinateur des combats et des cascades : Claude Carliez et son équipe
- Genre : action, espionnage
- Date de sortie : France : 28 mars 1964[2].

## Distribution
- Ken Clark : Francis Coplan[2]
- Jany Clair : Patricia
- Jacques Dacqmine : Le Vieux
- Daniel Ceccaldi : Noreau

- Amédée Domenech : Fondane

## Réception critique
- Yvonne Baby écrit dans Le Monde[3] :

« Comparé à l'excellente série des James Bond, ce film est d'une grande médiocrité. L'humour, le brio, l'inspiration : voilà ce qu'avait le réalisateur britannique Terence Young et qui manque à son confrère français Maurice Cloche. »

 Elle excepte l'interprétation d'Amédée Domenech et la qualité du scénario.